# Gare d'Oshamambe
La gare d'Oshamambe (長万部駅, Oshamanbe-eki) est une gare ferroviaire située dans le bourg d'Oshamanbe, à Hokkaidō au Japon. Elle est exploitée par la compagnie JR Hokkaido.

## Situation ferroviaire
La gare est située au point kilométrique (PK) 112,3 de la ligne principale Hakodate. Elle marque le début de la ligne principale Muroran.

## Historique
La gare est inaugurée le 3 novembre 1903.

## Service des voyageurs

### Accueil
La gare dispose d'un bâtiment voyageurs, avec guichets, ouvert tous les jours.

### Desserte
- Ligne principale Hakodate :
  - voies 1, 3 et 4 : direction Mori et Hakodate
  - voies 3 et 4 : direction Kutchan et Otaru
- Ligne principale Muroran :
  - voies 2 à 4 : direction Higashi-Muroran, Tomakomai et Sapporo